# Torffjall
Torffjall är ett berg i republiken Island. Det ligger i regionen Västlandet, 140 km norr om huvudstaden Reykjavík. Toppen på Torffjall är 344 meter över havet, eller 123 meter över den omgivande terrängen. Bredden vid basen är 2,7 km.
Trakten runt Torffjall är nära nog obefolkad, med mindre än två invånare per kvadratkilometer. Närmaste större samhälle är Reykhólar, omkring 12 kilometer nordväst om Torffjall. Trakten runt Torffjall består i huvudsak av gräsmarker.